# Hemizonia
Genre
Classification phylogénétique
Hemizonia est un genre de plantes à fleurs de la famille des asteracées.

## Liste d'espèces
- Hemizonia arida
- Hemizonia clementina
- Hemizonia congesta
- Hemizonia fitchii
- Hemizonia floribunda
- Hemizonia frutescens
- Hemizonia greeneana
- Hemizonia kelloggii
- Hemizonia lobbii
- Hemizonia palmeri
- Hemizonia paniculata
- Hemizonia pungens
- Hemizonia streetsii